# Ебергард Вет'єн
Ебергард Вет'єн (нім. Eberhard Wetjen; 18 грудня 1914, Ельдінген — 2 червня 1941, Атлантичний океан) — німецький офіцер-підводник, оберлейтенант-цур-зее крігсмаріне.

## Біографія
В 1935 році вступив на флот. З 5 квітня 1941 року — командир підводного човна U-147, на якому здійснив 2 походи (разом 36 днів у морі). 2 червня 1941 року U-147 був потоплений у Північній Атлантиці північно-західніше Ірландії глибинними бомбами британських есмінця «Вондерер» та корвета «Перівінкл». Всі 26 членів екіпажу загинули.
Всього за час бойових дій потопив 2 кораблі загальною водотоннажністю 3825 тонн і пошкодив 1 корабель загальною водотоннажністю 4996 тонн.
| Дата           | Назва корабля                       | Тип               | Тоннаж | Вантаж                 | Екіпаж | Загинули | Країна             | Конвой |
| -------------- | ----------------------------------- | ----------------- | ------ | ---------------------- | ------ | -------- | ------------------ | ------ |
| 27 квітня 1941 | Rimfakse                            | Торговий пароплав | 1,334  | 1900 тонн вугілля      | 19     | 11       | Норвегія           |        |
| 31 травня 1941 | Gravelines (невиправно пошкоджений) | Торговий пароплав | 2,491  | 1101 стандарт деревини | 36     | 11       | Британська імперія | HX-127 |
| 2 червня 1941  | Mokambo (пошкоджений)               | Торговий теплохід | 4,996  | Генеральні вантажі     | 47     | 0        | Бельгія            | OB-329 |

## Звання
- Кандидат в офіцери (3 квітня 1936)
- Фенріх-цур-зее (1 липня 1936)
- Оберфенріх-цур-зее (1 квітня 1938)
- Лейтенант-цур-зее (1 липня 1938)
- Оберлейтенант-цур-зее (1 жовтня 1939)

## Нагороди
- Медаль «За вислугу років у Вермахті» 4-го класу (4 роки)
- Залізний хрест 2-го класу (30 квітня 1940)
- Нагрудний знак підводника (12 травня 1941)